# Hillside Memorial Park Cemetery
O Hillside Memorial Park Cemetery (em inglês:  Hillside Memorial Park and Mortuary) é um cemitério judaico localizado na West Centinela Avenue 6001, em Culver City, Califórnia, Estados Unidos. Muitos judeus da indústria do entretenimento estão sepultados nele.  O cemitério é conhecido pela sepultura elaborada de Al Jolson (projetada pelo arquiteto de Los Angeles Paul Williams), um monumento cúpula de 75 pés de altura no topo de uma colina acima de uma cascata de água, conjunto visível da adjacente Interstate 405 (Califórnia).

## Sepultamentos notáveis
- Irving Aaronson, compositor

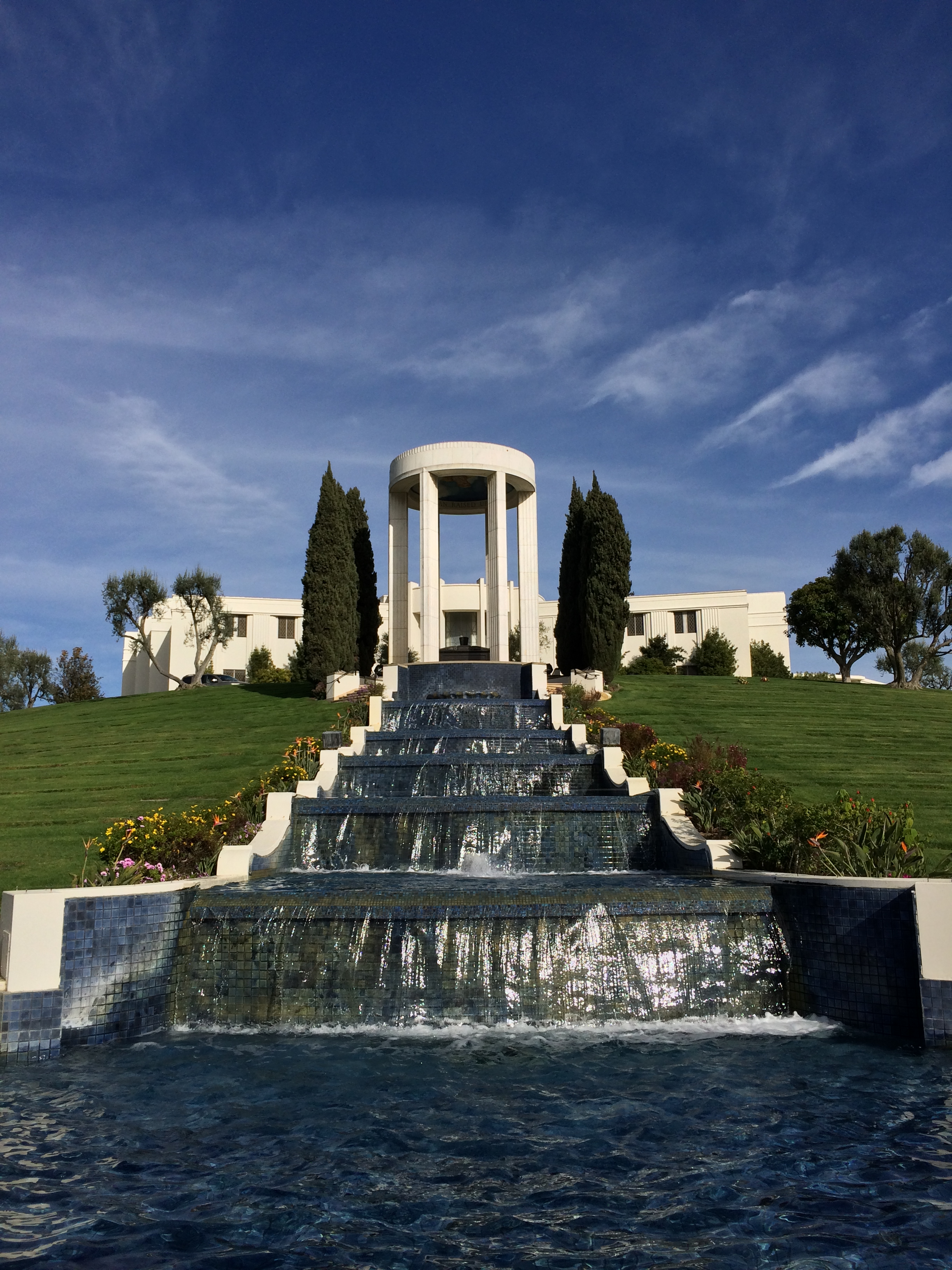
Queda d'água e monumento a Al Jolson no Hillside Memorial Park

- Russ Alben, executivo da publicidade e compositor[3]
- Corey Allen, ator, diretor, produtor e roteirista
- Sheldon Allman, ator, cantor e compositor
- Army Archerd, jornalista e apresentador de televisão
- Frank Bank, ator de Leave It to Beaver
- Sandy Baron, ator e comediante
- Gene Barry, ator
- Jack Benny, ator e comediante
- Henry Bergman, ator
- Milton Berle, ator e comediante
- Pandro Samuel Berman, produtor e antigo dirigente da RKO Pictures
- Helen Beverley, atriz
- Michael Bloomfield, músico
- Ben Blue, ator e comediante
- Neil Bogart, fundador do Casablanca Records
- Sorrell Booke, ator
- Irving Brecher, roteirista, produtor, diretor
- Bernie Brillstein, produtor e agente de talentos
- Richard Brooks, diretor
- Marion Byron, atriz
- Susan Cabot, atriz
- Eddie Cantor, ator, comediante e cantor
- Nell Carter, atriz e cantora
- Jeff Chandler, ator
- Cyd Charisse, atriz e dançarina
- Ronni Chasen, publicista[4]
- Mickey Cohen, gângster
- Danny Dayton, ator
- Selma Diamond, atriz e comediante
- Julius J. Epstein, roteirista
- Philip G. Epstein, roteirista
- Max Factor, Sr., magnata da indústria de cosméticos
- Max Factor, Jr., negociante da indústria de cosméticos
- Percy Faith, músico
- Edith Flagg, design de moda[5]
- Arthur Freed, produtor e compositor
- Friz Freleng, animador
- Mary Leona Gage, rainha da beleza
- Louis Wolfe Gilbert, compositor (local onde foi inicialmente sepultado)
- Sid Gillman, técnico de futebol do Hall of Fame
- William Goetz, produtor e antigo chefe do Universal Studios
- Adam Goldstein, discotecário
- Jerry Goldsmith, compositor
- Mark Goodson, produtor
- Eydie Gormé, cantora
- Carl Greenberg, repórter jornalístico e editor (Los Angeles Herald-Examiner, Los Angeles Times)

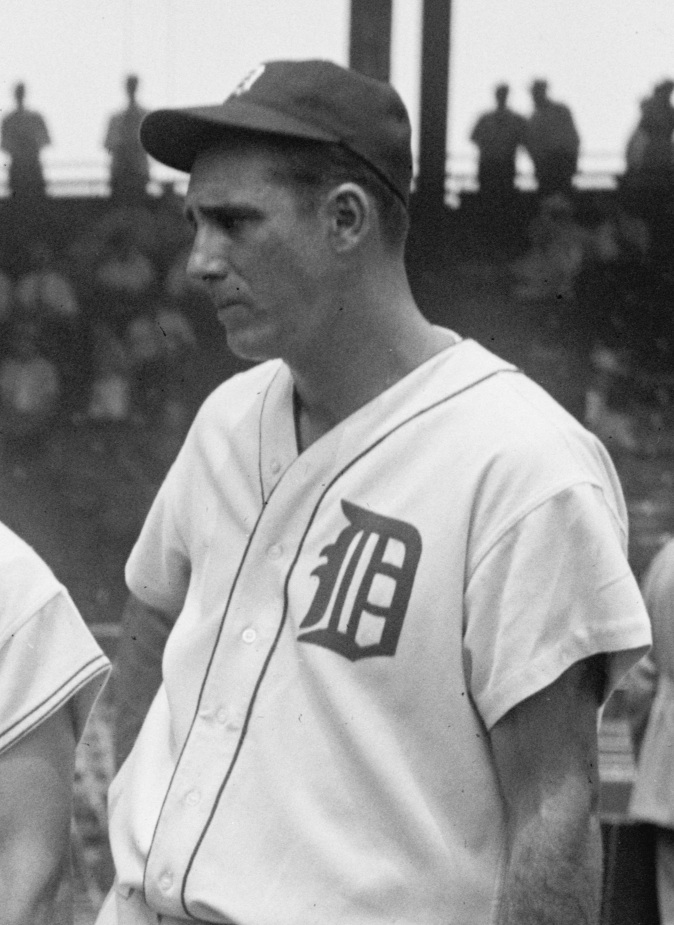
Hank Greenberg

- Hank Greenberg, National Baseball Hall of Fame and Museum
- Lorne Greene, ator
- Elliot Handler, negociante
- Ruth Handler, executiva, criou a boneca Barbie
- Lou Holtz, ator e comediante
- Moe Howard, ator, comediante e membro dos Três Patetas (1897–1975)
- Sally Insul, atriz[6]
- Arthur P. Jacobs, produtor de cinema, da série Planeta dos Macacos e de Dr. Dolittle
- David Janssen, ator
- George Jessel, ator e comediante
- Al Jolson, ator e cantor
- Mickey Katz, comediante, pai de Joel Grey
- Sam Katzman, produtor e diretor
- Sammi Kane Kraft, atriz e musicista
- Philip N. Krasne, produtor dos últimos filmes Charlie Chan e da série de televisão Cisco Kid
- Paul Kohner, produtor
- Sidney Korshak, advogado
- Ely Landau, produtor
- Mark Landon, músico, ator
- Michael Landon, ator
- Abe Lastfogel, agente de talentos
- Sheldon Leonard, ator e produtor
- Jules Levy, produtor
- Mary Livingstone, atriz e comediante
- Abby Mann, roteirista
- Hal March, ator e comediante
- Tony Martin, ator e cantor
- Howard Morris, ator e comediante
- Vic Morrow, ator
- Jan Murray, ator e comediante
- Leonard Nimoy, ator
- Shelly Novack, ator
- Louis Nye, ator e comediante
- Joe Pasternak, produtor
- Julia Phillips, escritor e produtor
- Suzanne Pleshette, atriz
- Tom Poston, ator (não era judeu, mas foi casado com Suzanne Pleshette, na época de sua morte[7])
- Deborah Raffin, atriz[8]
- Paul Richards, ator
- Leo Robin, compositor
- Stanley Ralph Ross, escritor, ator
- Benny Rubin, ator
- Jerry Rubin, yippie, membro d'Os Sete de Chicago
- Billy Sands, ator
- Sherwood Schwartz, produtor
- Irene Mayer Selznick, produtora teatral
- Freddie Sessler, empreendedor[9]
- Julius Shulman, arquiteto
- Dick Shawn, ator e comediante
- Allan Sherman, ator, comediante e cantor
- Robert B. Sherman, compositor
- Dinah Shore, cantora, atriz e apresentadora de televisão
- George Sidney, diretor e produtor
- Aaron Spelling, produtor
- Peter Tomarken, apresentador de televisão
- Irving Wallace, escritor
- Solomon Max Wurtzel, produtor de cinema
- Lew Wasserman, agente, executivo de estúdio
- Shelley Winters, atriz
- Stan Winston, supervisor de efeitos visuais
- Dennis Wolfberg, ator e comediante
- Sam Zimbalist, produtor cinematográfico